# اوانت (اکلاهما)
اوانت(به انگلیسی: Avant) شهری در ایالت اکلاهما کشور ایالات متحده آمریکا است که جمعیت آن در سرشماری سال ۲۰۱۰ میلادی، ۳۲۰ نفر بوده‌است.